# 奇海菊蛤
奇海菊蛤（学名：Spondylus spectrum），是莺蛤目海菊蛤科海菊蛤属的一种。主要分布于中国大陆，常栖息在潮间带至潮下带，以右壳附着于珊瑚礁或岩石上。